# Lijst van afwijkende nummering van Bijbelverzen
De Bijbel is ingedeeld in hoofdstukken en genummerde verzen, waardoor het mogelijk is een tekst op te zoeken, naar teksten te verwijzen en vertalingen te vergelijken.
De indeling in hoofdstukken is afkomstig van Stephen Langton, aartsbisschop van Canterbury, tussen 1203 en 1207. De verdere indeling in verzen is grotendeels het werk van Robert Estienne, een Franse drukker, tussen 1551 en 1555.
Er zijn echter naderhand enkele correcties in de nummering aangebracht, waardoor het voorkomt dat de nummering in verschillende uitgaven niet overeenkomt.
Meestal gaat het om een enkel vers dat wordt het beschouwd als het laatste vers van een hoofdstuk of als het eerste vers van het volgende hoofdstuk.
Het gevolg is dan dat alle verzen in dat volgende hoofdstuk anders genummerd zijn.
Bijvoorbeeld, in sommige uitgaven eindigt Genesis 31 met vers 55: "De volgende morgen ... terug naar huis". Genesis 32 heeft dan 32 verzen.
In andere uitgaven heeft Genesis 31 maar 54 verzen en vormt de genoemde tekst het begin van Genesis 32, waardoor alle versnummers in hoofdstuk 32 opschuiven en hoofdstuk 32 dus 33 verzen heeft. In het daaropvolgende hoofdstuk 33 loopt de nummering weer in de pas.
Een enkele keer, bijvoorbeeld bij Numeri 25 en 26, gaat het slechts om een paar woorden die niet een apart vers vormen, zodat de versnummering, afgezien van die paar woorden, niet afwijkt.
De meeste recente vertalingen in het Nederlandse en Engelse taalgebied zijn teruggekeerd naar de Hebreeuwse nummering. Voor het Nederlands geldt dit voor de Willibrordvertaling, Groot Nieuws Bijbel en Nieuwe Bijbelvertaling. De Statenvertaling en NBG 1951 volgen de oude nummering.
De teksten in onderstaande tabel komen uit de Nieuwe Bijbelvertaling.
| Van | tot en met | Worden gerekend tot |
| --- | --- | --- |
| De volgende morgen vroeg kuste Laban zijn kleinkinderen en zijn dochters, en zegende hen. Daarna ging hij terug naar huis.                                                                                                   | Omdat de ander hem had aangeraakt bij de spier die boven het heupgewricht ligt, eten de Israëlieten de heupspier niet, tot op de dag van vandaag.                                                                            | Genesis 31:55-32:32 of 32:1-33 |
| Maar de HEER antwoordde hem: ‘Nu zul je zien wat ik de farao ga aandoen | Mozes antwoordde: ‘Ik kom zo moeilijk uit mijn woorden, de farao zal niet naar me luisteren.’ | Exodus 5:24-6:29 of Exodus 6:1-30 |
| De HEER zei tegen Mozes: ‘Ga naar de farao en zeg tegen hem: “Dit zegt de HEER: Laat mijn volk gaan om mij te vereren. | Toch weigerde de farao ook dit keer hardnekkig het volk te laten gaan. | Exodus 7:26-8:28 of Exodus 8:1-32 (4 verzen) |
| Wanneer iemand een rund steelt of een schaap of geit en hij slacht of verkoopt het dier, dan moet hij het vergoeden: een rund met vijf runderen, en een schaap of geit met vier schapen of geiten.                           | Leef als mensen die aan mij gewijd zijn. Eet geen vlees van een dier dat door een roofdier is gedood; dat moet je aan de honden geven.                                                                                       | Exodus 21:37-22:30 of 22:1-31 |
| De HEER zei tegen Mozes: ‘Wie zondigt en een overtreding tegenover de HEER begaat | Maar reinigingsoffers waarvan het bloed naar de ontmoetingstent is gebracht om te worden gebruikt voor de verzoeningsrite in het heiligdom zelf, mogen niet gegeten worden; ze moeten worden verbrand.                       | Leviticus 5:20-6:23 of 6:1-30 (7 verzen) |
| De HEER zei tegen Mozes ‘Beveel Eleazar, de zoon van de priester Aäron, de vuurbakken uit de as te halen | Iedereen die in de buurt van de tabernakel van de HEER komt, sterft. Moeten wij dan allemaal omkomen?’ | Numeri 16:36-17:13 of 17:1-28 (15 verzen) |
| Na de plaag | Na de plaag | Numeri 25:19 of eerste woorden van 26:1 |
| Mozes bracht alles wat de HEER hem had geboden aan de Israëlieten over. | met betrekking tot een vader en een dochter die nog als meisje bij hem woont. | Numeri 29:40-30:16 of 30:1-17 |
| U daarentegen moet alles wat ik u gebied strikt naleven; voeg er niets aan toe en doe er ook niets van af. | u leeft de geboden na die ik u vandaag voorhoud en u doet wat goed is in zijn ogen. | Deuteronomium 12:32-13:18 of 13:1-19 |
| Een man mag een vrouw die heeft toebehoord aan zijn vader niet huwen; anders schendt hij het bed van zijn vader. | wanneer u door andermans korenveld loopt mag u wel aren plukken met de hand, maar niet de sikkel in zijn koren slaan. | Deuteronomium 22:30-23:25 of 23:1-26 |
| Met deze woorden heeft de HEER Mozes in Moab een verbond laten sluiten met het volk van Israël, als aanvulling op het verbond dat hij bij de Horeb met hen gesloten had.                                                     | Wij en onze kinderen dienen ons altijd te richten naar alle bepalingen van deze wet. | Deuteronomium 29:1-29 of 28:69-28 |
| Van de stam van Ruben gaven ze Beser op het onontgonnen deel van de hoogvlakte, Jahas, Kedemot en Mefaät. Vier steden, elk met de omliggende weidegronden.                                                                   | Van de stam van Ruben gaven ze Beser op het onontgonnen deel van de hoogvlakte, Jahas, Kedemot en Mefaät. Vier steden, elk met de omliggende weidegronden.                                                                   | Volgens de modernste inzichten horen deze verzen (Jozua 21:36-37) niet bij de oorspronkelijke tekst. De nummering van de daaropvolgende verzen is echter niet aangepast, zodat vers 35 wordt gevolgd door vers 38. |
| Daarop ging David weg en Jonatan keerde terug naar de stad. | Daarop ging David weg en Jonatan keerde terug naar de stad. | 1 Samuël 20 of 21 |
| David trok zich met zijn mannen terug in de rotsholen in de buurt van Engedi. | David trok zich met zijn mannen terug in de rotsholen in de buurt van Engedi. | 1 Samuël 23 of 24 |
| Toen voer er een siddering door de koning. Jammerend trok hij zich terug in het vertrek boven de poort: ‘Mijn zoon Absalom, mijn zoon, mijn zoon Absalom! Was ik maar dood in plaats van jij! Absalom, mijn zoon, mijn zoon! | Toen voer er een siddering door de koning. Jammerend trok hij zich terug in het vertrek boven de poort: ‘Mijn zoon Absalom, mijn zoon, mijn zoon Absalom! Was ik maar dood in plaats van jij! Absalom, mijn zoon, mijn zoon! | 2 Samuël 18 of 19 |
| Salomo had de heerschappij over alle koninkrijken tussen de Eufraat en het land van de Filistijnen. | afgezanten van de koningen die over zijn wijsheid hadden gehoord. | 1 Koningen 4 of 5 (14 verzen) |
| Met de koning van Israël stond hij op goede voet. | Met de koning van Israël stond hij op goede voet. | deel van 1 Koningen 22:44 of apart vers 22:45 |
| Joas was zeven jaar oud toen hij koning werd. | Joas was zeven jaar oud toen hij koning werd. | 2 Koningen 11 of 12 |
| Zonen van Levi: Gerson, Kehat en Merari | die als balling werd meegevoerd toen de HEER de inwoners van Juda en Jeruzalem door Nebukadnessar liet wegvoeren. | 1 Kronieken 5 of 6 (15 verzen) |
| Jirmeja, Jachaziël, Jochanan en Jozabad uit Gedera | Jirmeja, Jachaziël, Jochanan en Jozabad uit Gedera | deel van 1 Kronieken 12:4 of apart vers 12:5 |
| Salomo besloot een tempel te bouwen voor de naam van de HEER, en een koninklijk paleis voor zichzelf. | Salomo besloot een tempel te bouwen voor de naam van de HEER, en een koninklijk paleis voor zichzelf. | 2 Kronieken 1 of 2 |
| Toen Abia bij zijn voorouders te ruste ging, werd hij begraven in de Davidsburcht. Zijn zoon Asa volgde hem op. Tijdens de regering van Asa heerste er tien jaar vrede in het land.                                          | Toen Abia bij zijn voorouders te ruste ging, werd hij begraven in de Davidsburcht. Zijn zoon Asa volgde hem op. Tijdens de regering van Asa heerste er tien jaar vrede in het land.                                          | 2 Kronieken 13 of 14 |
| Toen Sanballat hoorde dat de muur door ons werd herbouwd, werd hij woedend | het hele volk was vastbesloten door te gaan. | Nehemia 3 of 4 (6 verzen) |
| Aan het begin van de zevende maand, toen de Israëlieten zich in hun steden hadden gevestigd | Aan het begin van de zevende maand, toen de Israëlieten zich in hun steden hadden gevestigd | Nehemia 7 of 8 |
| Op grond van dit alles gaan wij een verbintenis aan en stellen die op schrift. Onder de oorkonde staan de namen van onze leiders, van de Levieten en van de priesters.                                                       | Op grond van dit alles gaan wij een verbintenis aan en stellen die op schrift. Onder de oorkonde staan de namen van onze leiders, van de Levieten en van de priesters.                                                       | Nehemia 9 of 10 |
| Kun jij voor de leeuw op prooi jagen en de honger van de welpen stillen? | Kun jij voor de leeuw op prooi jagen en de honger van de welpen stillen? | Job 38:39 |
| Kun jij met een haak de krokodil op de kant trekken? Waag het eens hem aan te raken – weet wel: het zou je laatste strijd zijn                                                                                               | Kun jij met een haak de krokodil op de kant trekken? Waag het eens hem aan te raken – weet wel: het zou je laatste strijd zijn                                                                                               | Job 40 of 41 (8 verzen) |
| Het opschrift van veel psalmen wordt soms niet als het eerste vers gerekend, waardoor de nummering van de hele psalm uit de pas loopt. Bij psalm 51, 52, 54, 60 is de afwijking zelfs 2 verzen.                              | Het opschrift van veel psalmen wordt soms niet als het eerste vers gerekend, waardoor de nummering van de hele psalm uit de pas loopt. Bij psalm 51, 52, 54, 60 is de afwijking zelfs 2 verzen.                              | Psalm 3-9, 12, 18-22, 30-31, 34, 36, 38-42, 44-49, 51-65, 67-70, 75-77, 80-81, 83-85, 88-89, 92, 102, 108, 140, 142                                                                                                |
| Betreed Gods tempel met bescheiden tred. Je kunt er beter heen gaan om te luisteren dan om er het offer van een dwaas te brengen. Zo iemand weet niet eens dat hij een slechte daad verricht.                                | Betreed Gods tempel met bescheiden tred. Je kunt er beter heen gaan om te luisteren dan om er het offer van een dwaas te brengen. Zo iemand weet niet eens dat hij een slechte daad verricht.                                | Prediker 4 of 5 |
| Draai rond, meisje uit Sulem, | Zie je dat meisje uit Sulem, zoals ze danst tussen twee reien? | Hooglied 6 of 7 |
| En wie daardoor omsloten wordt, zal niet ontkomen. | het Overjordaanse en het domein van andere volken. | Jesaja 8 of 9 |
| Scheurde u maar de hemel open om af te dalen! | Blijft u zwijgen en laat u ons zozeer lijden? | Jesaja 63:19b-64:11 of 64:1-64:12 |
| Ach, was mijn hoofd maar een waterval, mijn oog een bron van tranen | Egypte, Juda, Edom, Ammon, Moab en al die woestijnbewoners met hun kaalgeschoren slapen. Want al die volken zijn net als Israël onbesneden van hart.                                                                         | Jeremia 8:23-9:25 of 9:1-26 |
| Weer richtte de HEER zich tot mij | Ik antwoordde: ‘Ach HEER, mijn God, zullen ze dan niet zeggen: “Hij spreekt in raadselen, die man!”’ | Ezechiël 20 of 21 |
| Koning Nebukadnessar aan alle volken en naties | Zijn koningschap is een eeuwig koningschap en zijn heerschappij duurt van generatie tot generatie voort! | Daniël 3 of 4 |
| Darius de Mediër verkreeg het koningschap; hij was toen tweeënzestig jaar. | Darius de Mediër verkreeg het koningschap; hij was toen tweeënzestig jaar. | Daniël 5 of 6 |
| Maar eens zullen de kinderen van Israël talrijk zijn als zandkorrels aan de zee | Op de dag dat God zelf zal zaaien, op de grote dag van Jizreël, zullen ze uit de aarde opschieten. | Hosea 1 of 2 |
| Efraïm heeft mij omsingeld met leugens, het volk van Israël heeft mij ingesloten met bedrog. Maar Juda heeft nog een band met God en blijft de Heilige nog trouw.                                                            | Efraïm heeft mij omsingeld met leugens, het volk van Israël heeft mij ingesloten met bedrog. Maar Juda heeft nog een band met God en blijft de Heilige nog trouw.                                                            | Hosea 11 of 12 |
| Samaria is schuldig, omdat het in opstand is gekomen tegen zijn God. De mannen zullen omkomen in de strijd, hun kleine kinderen zullen worden doodgeslagen, hun zwangere vrouwen opengereten.                                | Samaria is schuldig, omdat het in opstand is gekomen tegen zijn God. De mannen zullen omkomen in de strijd, hun kleine kinderen zullen worden doodgeslagen, hun zwangere vrouwen opengereten.                                | Hosea 13 of 14 |
| Daarna zal zich dit voltrekken: Ik zal mijn geest uitgieten over al wat leeft. | zoals de HEER heeft beloofd; ieder die hij roept zal worden gered. | Joël 3 of deel van hoofdstuk 2. Het laatste hoofdstuk heeft dan nummer 3 of 4. |
| De HEER liet Jona opslokken door een grote vis. Drie dagen en drie nachten zat Jona in de buik van de vis. | De HEER liet Jona opslokken door een grote vis. Drie dagen en drie nachten zat Jona in de buik van de vis. | Jona 1 of 2 |
| | met een staf in het gezicht geslagen. | Micha 4 of 5 |
| Daar, over de bergen, snelt een boodschapper. | nooit meer trekken schurken door je land, ze zijn volledig uitgeroeid. | Nahum 1 of 2 |
| Ze gingen aan het werk op de vierentwintigste dag van de zesde maand. | zo spreekt de HEER van de hemelse machten. | Haggai 1:15-2:23 of 1:1-24 |
| Weer sloeg ik mijn ogen op, en daar zag ik vier horens. | en nu zijn de smeden gekomen om die volken op te schrikken en de horens neer te slaan die ze hadden geheven om Juda mee uiteen te drijven.                                                                                   | Zacharia 1 of 2 |
| Die dag zal zeker komen, brandend als een oven. | Anders zou ik het land volledig moeten vernietigen. | Maleachi 3 of 4 (6 verzen) |
| | | Mattheus 21:29 en 21:30 verwisseld. In vs 31 staat dan "de eerste" of "de laatste" |